# Karl Feldmann (Admiral)
Karl Feldmann (* 12. August 1875 in Wilhelmshaven; † 8. Juli 1963 in Oberlahnstein) war ein deutscher Konteradmiral der Kaiserlichen Marine und Ministerialdirektor.

## Leben
Sein Zwillingsbruder wurde ebenfalls Marineoffizier und war der Kapitän zur See Otto Feldmann (1875–1948).
Karl Feldmann trat am 9. April 1892 in die Kaiserliche Marine ein und wurde Mitte September 1895 Leutnant zur See.
Unter Vizeadmiral Ludwig von Schröder war er als Kapitänleutnant (Beförderung am 1. April 1904) Admiralstabsoffizier beim II. Geschwader der Hochseeflotte. Am 26. Dezember 1909 wurde er Korvettenkapitän. Später war er bis Juni 1915 Erster Offizier auf der Kaiser und kam dann bis Mai 1917 als Dezernent in die Operative Gruppe des Admiralstabs der Marine. Als Fregattenkapitän (Beförderung am 18. September 1915) war er zusätzlich kurz im November/Dezember 1915 letzter Kommandant des Panzerkreuzers Prinz Heinrich und im Januar/Februar 1916 Kommandant des Linienschiffs Wettin; die Wettin war gerade zum Exerzier- und Ausbildungsschiff der I. Marine-Inspektion geworden und wurde im Juli 1916 ganz außer Dienst gestellt. Von April bis Juni 1916 übernahm Feldmann erneut das Kommando. Vom 22. Mai 1917 bis 9. Juli 1918 war er Kommandant des Kleinen Kreuzers Königsberg und wurde in dieser Position am 17. März 1918 zum Kapitän zur See befördert. Ende 1917 war er mit der Königsberg im zweiten Seegefecht bei Helgoland involviert, welche Flaggschiff der II. Aufklärungsgruppe unter Konteradmiral Ludwig von Reuter war und beim Gefecht beschädigt wurde. Vom 13. Juli 1918 bis Mitte Dezember 1918 war er Kommandant des Schlachtkreuzers Von der Tann. Am 9. März 1920 wurde er aus der Marine verabschiedet.
Später erhielt er noch den Charakter als Konteradmiral und diente nach dem Krieg u. a. als Ministerialdirektor im Reichsarbeitsministerium.
Am 24. Juli 1941 heiratete er in Wernigerode Johanna Böhm (1894–1974).